# 牒舍乐
牒舍乐（？—？），武威郡（今甘肃省武威市）人，北魏、东魏、北齐官员。

## 生平
牒舍乐年轻时跟随尔朱荣出任军主、统军，后为西河领民都督。尔朱兆战败后，牒舍乐率领部众归附高欢，出任镇西将军、金紫光禄大夫。牒舍乐以都督的身份隶属侯景，在穰城击败贺拔胜，又和各位将军讨伐平定青州、兖州、荆州三州，出任镇西将军、开府仪同三司、营州刺史。天保初年，牒舍乐封汉中郡公，后来被北周俘虏。